# Alexandre Ankvab
Alexandre Zolotinskovitch Ankvab (en abkhaze : Алеқсандр Анқәаб, en géorgien : ალექსანდრე ანქვაბი, en russe : Алекса́ндр Золоти́нскович Анква́б), né le 26 décembre 1952 à Soukhoumi (RSS de Géorgie), est un homme politique abkhaze. Premier ministre de l'Abkhazie de 2005 à 2011 sous la présidence de Sergueï Bagapch, il occupe à son tour le poste de Président de septembre 2011 à mai 2014. Contraint de quitter le pouvoir à la suite de la révolution abkhaze de 2014, il est à nouveau nommé Premier ministre en avril 2020, sous la présidence d'Aslan Bjania, fonction dont il démissionne le 19 novembre 2024.

## Biographie

### Jeunesse et formation
Diplômé en droit, Alexandre Ankvab travaille successivement au Komsomol, puis au ministère de la Justice, enfin au ministère de l'Intérieur de la république socialiste soviétique autonome d'Abkhazie jusqu'à sa démission en 1990.
Élu en 1991 au Conseil suprême d'Abkhazie, il est ministre de l'Intérieur de 1992 à 1993, pendant le conflit avec le gouvernement central géorgien. Il s'installe en 1994 à Moscou où il se lance avec succès dans les affaires.

### Carrière politique

#### Débuts dans l'opposition
Revenu sur la scène politique en 2000, il s'affirme comme un opposant au président Vladislav Ardzinba et annonce sa candidature à l'élection présidentielle de 2004, mais il est récusé pour ne pas savoir parler l'abkhaze. Il soutient alors Sergueï Bagapch qui remporte l'élection début 2005 et le nomme alors Premier ministre le 14 février. Il occupe cette fonction jusqu'au 12 février 2010, date à laquelle il accède au poste de vice-président du pays. C'est à ce titre qu'il exerce la présidence par intérim à la mort du président Bagapch, le 29 mai 2011.

#### Présidence de l'Abkhazie
À la suite de la mort de Bagapch, une élection présidentielle est organisée le 26 août 2011 et Ankvab est élu avec 54,86 % des voix face à Sergueï Chamba et Raul Khadjimba,. Son mandat commence le 26 septembre suivant.
Entre 2005 et 2012, il est victime de six tentatives d'assassinat.

#### Démission
Le 27 mai 2014, après plusieurs jours de manifestations réclamant la démission d'Ankvab, accusé de corruption, le mouvement de contestation prend de l'ampleur. Plusieurs milliers de personnes prennent le contrôle du siège du pouvoir à Soukhoumi, la capitale, forçant le président Ankvab à prendre la fuite. Dans une vidéo diffusée le lendemain, il dénonce une tentative de coup d'État armé. Le 29 mai, le Parlement adopte une motion de défiance envers le gouvernement du Premier ministre Leonid Lakerbaïa, ainsi qu'une résolution demandant à Ankvab de démissionner. Ce dernier refuse et, deux jours plus tard, l'Assemblée du peuple le déclare inapte à exercer ses pouvoirs. Le lendemain, le 1er juin, le président du Parlement Valeri Bganba est investi des fonctions présidentielles par intérim.

#### Retour au poste de Premier ministre et démission
Le 24 avril 2020, au lendemain de la victoire d'Aslan Bjania à l'élection présidentielle, Ankvab est nommé Premier ministre. 
En novembre 2024, des manifestations et troubles éclatent en Abkhazie à la suite du refus de la population d'un accord d'investissement avec la Russie. Des affrontements éclatent notamment devant le Parlement, dont l'entrée est forcée par les manifestants,. Le 19 novembre 2024 au matin, alors que la mobilisation se poursuit, le président Aslan Bjania annonce sa démission, suivie peu après de celle d'Alexandre Ankvab et de celle du chef du Service de sécurité d'État Dmitri Dbar. Dbar et Ankvab quittent leurs fonctions après des négociations avec l'opposition de la région séparatiste.